# Ialémos

Le ialémos (en grec ancien Ἰάλεμος / Iálemos, « chant funèbre », « lamentation ») est un chant de lamentation dans la Grèce antique, ainsi qu'une divinité mineure personnifiant ce chant dans la mythologie.
Dans son troisième Threnos, Pindare l'associe à Hymen, Linos et Orphée, et en fait le fils d'Apollon et Calliope. Le ialémos fait alors figure de genre poétique à part entière, et est cité plusieurs fois par les tragiques dans des scènes de lamentations ; Pamphos l’associe à Linos, fils d'Uranie.
Pendant l'époque classique, le genre perd progressivement sa popularité. Le nom ialémos devient alors proverbial pour désigner ce qui inspire la pitié (Ἰαλέμου ψυχϱότεϱος / Ialémou psykhóteros) ou bien dans l'expression « plus nu qu'un Ialémos » (Γυμνότερος Ἰαλέμου / Gymnóteros Ialémou).